# Alseodaphne
Alseodaphne Nees  é um género botânico pertencente à família Lauraceae.

## Espécies
- Alseodaphne dura, Kostermans
- Alseodaphne foxiana, (Gamble) Kostermans
- Alseodaphne garciniaecarpa, Kostermans
- Alseodaphne hainanensis, Merr.
- Alseodaphne macrantha, Kostermans
- Alseodaphne micrantha, Kostermans
- Alseodaphne paludosa, Gamble
- Alseodaphne ridleyi, Gamble
- Alseodaphne rugosa, Merr. & Chun
- Lista completa